# فايرفوكس سيند
فايرفوكس سيند (بالإنجليزية: Firefox Send)‏ هي خدمة ويب حُرَّة ومفتوحة المصدر لمشاركة الملفات المشفرة من ند لند طُوِّرت بواسطة موزيلا. بدأت في 1 أغسطس 2017 وظلَّت حتى 7 يوليو 2020.

## وظائف
تُتيح خدمة «فايرفوكس سيند» للمُستخدمين إمكانيَّة تحميل ملفات الكمبيوتر، بما فيها الملفات الكبيرة التي يصل حجمها إلى 2.5 غيغابايت، إلى موقع سيند، مما يؤدي إلى إنشاء روابط يمكن من خلالها الوصول إلى الملف وتنزيله. يُمكن للمُستخدمين أيضًا تحديد تواريخ انتهاء صلاحيَّة الروابط أو الحد الأقصى لعدد التنزيلات منها.
كانت الخدمة مُشفَّرة من ند لند، وهذا يعني أنَّ القائم بالتحميل، والمُستخدمين الذين تمّت مشاركة الروابط معهم هم وحدهم الذين يمكنهم عرض الملف.

## التاريخ
في 1 أغسطس 2017، أطلقت موزيلا خدمة «فايرفوكس سيند» عبر برنامجها التجريبي. أراد المطورون تجربة مزامنة البيانات المشفرة من طرف إلى طرف، وسمحت لهم الخدمة بتجربة تشفير الملفات الكبيرة، التي يصل حجمها إلى الجيجابايت، (على غرار الميجابايت التي تتم مزامنتها عادةً بواسطة المُتصفحات).
أُطلقت الخدمة للعامَّة رسميًّا في 12 مارس 2019. في 7 يوليو 2020، عُلِّقت الخدمة بعد اكتشاف أنَّ مجرمي الإنترنت أساءوا استخدامها لنشر البرمجيَّات الضارة وشنّ هجمات تصيد احتيالي. وأرجع المطورون هذه المشكلات إلى غياب أي شكل من أشكال المصادقة وعدم وجود آليات للإبلاغ عن إساءة الاستخدام. خطط المطورون لاستئناف الخدمة بعد تنفيذ المصادقة الإلزاميَّة عبر حساب فايرفوكس لتحميل الملفات وإنشاء آليَّات للإبلاغ عن البرامج الضَّارة.
في 17 سبتمبر 2020، كجزء من خطط إعادة التركيز على أعمال ومنتجات موزيلا، تم إيقاف الخدمة نهائيًّا، إلى جانب فايرفوكس نوتس (بالإنجليزية: Firefox Notes)‏. جاء الإغلاق في أعقاب تسريح الموظفين في أغسطس مِن نفس العام، والذي كان من المحتمل أن يشمل الموظفين الذين كان من الممكن أن يكونوا مسؤولين عن إنشاء آليَّات منع إساءة الاستخدام والإبلاغ عن البرامج الضَّارة.
في 28 يوليو 2023، أُعلِنَ عن إعادة إحياء فايرفوكس سيند تحت اسم ثندربرد سيند (بالإنجليزية: Thunderbird Send)‏.